# Fabulissimo
A Fabulissimo egy kozmetikai termékcsalád. A Fabulissimo név eredetileg a Richter Vegyészeti Gyár Rt. lajstromozott védjegye volt.

## Története
A Kőbányai Gyógyszerárugyár fejlesztette ki 1984-ben a gyógyszergyártásban szerzett tapasztalatai alapján a kezdeti Fabulon, majd Richtofit után, Fabulissimo néven "szuperfabulon" sorozatot.
A Fabulissimo család jojóbaolajat  tartalmazó termék volt, ránctalanító, regeneráló, fiatalító, frissítő hatású készítmény, minden bőrtípusra kiválóan alkalmazhatók voltak. 1986-ban a Fabulissimo gyártói megjelentették a férfiak részére borotválkozáshoz használatos arcszeszeket (magyar elnevezés híján: a „pre” és az „after shave”).
A Fabulissimo-sorozat a magyar termékek közül harmadikként  nyerte el a nemzetközi csomagolási szakma két elismerését: 1987 februárjában az Eurostar-, 1987 decemberében pedig a World-Star-díjat
A Fabulissimo logotípiát Kara György (grafikus), a dobozok virágmintás grafikáit pedig Matkó Katalin grafikusművészek készítették. A Fabulon termék után, a Fabulissimo már két nyelven volt forgalmazva: magyarul, angolul, ez megkönnyítette az értékesítést. A készítményt Angliaba,  Finnországba, Norvégiaba és Nyugat-Németországba,  Svédországba, Kanadaba is szállítottak.
A Fabulissimo terméknek („szuperfabulon") Szőnyi Kinga volt a reklámarca, egy-egy reklámban azonban még feltűnt Pataki Ági is

## A Colgate-Palmolive tulajdonában
1993-ban a Colgate-Palmolive Magyarország Termelő Kft. vette meg a Richter Gedeon Vegyészeti Gyár Rt.-től a Fabulon RG Kozmetikai Kft vagyonának döntő többségét. A Colgate-Palmolive Company  amerikai cég kötelezettséget vállalt arra, hogy a Fabulon, a Fabulissimo és a Richtofit márka fennmaradását garantálja.